# Centenaire de la dynastie grecque
Le centenaire de la dynastie grecque ou jubilé de la famille royale de Grèce (en grec moderne : 100 χρόνια της Ελληνικής Δυναστείας) désigne une série de cérémonies qui se déroulent à Athènes du 16 au 24 mars 1963. Commémorant l'élection du roi Georges Ier à la couronne de Grèce, cet événement réunit de nombreuses personnalités du Gotha européen, parmi lesquelles plusieurs membres de la famille royale de Danemark, dont sont issus les rois des Hellènes. Le 25 mars 1963, les festivités liées au centenaire sont prolongées par l'organisation de la fête nationale grecque, qui commémore elle-même l'indépendance du pays.

## Histoire

### Célébrations
Le jubilé de la famille royale de Grèce se déroule du 16 au 24 mars 1963. Il commémore l'élection du roi Georges Ier à la couronne de Grèce en 1863,.
À Athènes, le jubilé voit l'organisation de nombreuses cérémonies, parmi lesquelles une messe d'action de grâce, une représentation au Théâtre nationale (où est jouée Iphigénie), un déjeuner officiel offert par le gouvernement à l'Hôtel Grande-Bretagne et un grand spectacle de danse folklorique organisé par l'Armée au stade panathénaïque. Il donne également lieu au rassemblement de 600 maires grecs, invités à une réception à la Société archéologique d'Athènes.
Les cérémonies du centenaire sont suivies de la célébration de la fête nationale, le 25 mars 1963. Après un Te Deum et un rafraichissement organisé à l'ancien palais royal, le roi Paul, le diadoque Constantin et le prince Michel conduisent le défilé militaire qui se déroule dans la capitale hellénique en mémoire de l'indépendance du pays.

### Crise politique
Alors qu'elle aurait dû constituer un moment d'unité nationale, l'organisation du jubilé de la dynastie donne lieu à une crise politique. Chef de l'opposition de centre-droit, Geórgios Papandréou refuse publiquement l'invitation qui lui est faite par la Couronne de participer aux commémorations. L'homme politique considère, en effet, que les élections législatives qui ont confirmé Konstantínos Karamanlís au pouvoir en 1961 ont été organisées de manière frauduleuse. Il accuse, en outre, publiquement le roi Paul Ier de ne pas jouer son rôle de modérateur de la démocratie,. 
Cette attitude dédaigneuse envers la Couronne s'était déjà produite en janvier 1963, à l'occasion de la célébration des noces d'argent du roi Paul Ier et de la reine Frederika.

## Participants
La plupart des participants aux célébrations sont des personnalités issues de la famille royale de Grèce ou appartenant à la maison de Glücksbourg.

## Dans la culture populaire

### Phaléristique
Le roi Paul Ier décerne un insigne commémoratif aux personnalités du Gotha ayant participé aux cérémonies du centenaire de la famille royale.

### Numismatique
Une pièce de 30 drachmes d'argent montrant les portraits des rois Georges Ier, Constantin Ier, Alexandre Ier et Georges II et Paul Ier est mise en circulation à l'occasion du centenaire de la monarchie grecque en 1963,.

### Philatélie
Une série de cinq timbres intitulée « Centenaire de la monarchie hellène » est émise en 1963. Elle représente les cinq souverains grecs de la maison de Glücksbourg.

## Vidéo du jubilé
- (el) « Εορτασμός της εκατονταετηρίδας της ελληνικής βασιλικής δυναστείας » [« Célébration du centenaire de la dynastie royale grecque »], sur Εθνικό Οπτικοακουστικό Αρχείο,‎ 16/03/1963 - 24/03/1963 (consulté le 26 avril 2025).